# Chemmumiahpet
Chemmumiahpet är en ort i Indien.   Den ligger i distriktet Prakasam och delstaten Andhra Pradesh, i den södra delen av landet, 1 400 km söder om huvudstaden New Delhi. Chemmumiahpet ligger 132 meter över havet och antalet invånare är 31 416.
Terrängen runt Chemmumiahpet är huvudsakligen platt, men åt nordost är den kuperad. Runt Chemmumiahpet är det ganska tätbefolkat, med 129 invånare per kvadratkilometer. Närmaste större samhälle är Mārkāpur, 18,3 km söder om Chemmumiahpet. Trakten runt Chemmumiahpet består till största delen av jordbruksmark.